# Ferrocarril de La Sabana
El Ferrocarril de la Sabana de Cundinamarca, conocido también como Tren de la Sabana, fue uno de los ramales ferroviarios localizados en la sabana de Bogotá de Cundinamarca, su estación central es la Estación de la Sabana, localizada en la ciudad de Bogotá, comprende la ciudad de Bogotá y los municipios de Mosquera, Funza, Madrid, Facatativa, Soacha, Sibaté, Zipacón, Anolaima, Cachipay, La Mesa, Anapoima, Apulo, Tocaima y finaliza en el puente férreo sobre el río Magdalena en Girardot, también están las estaciones de los siguientes municipios y parajes, alto de la tribuna en Facatativá, Estación de los Alpes, Albán, La Frontera, La Tribuna, Sasaima, Namay, San Miguel, Mave, Bagazal, Villeta, Tobia, Útica, Guadero, Dindal, Córdoba, Cambras, Colorados y Puerto Salgar, en donde hace comunicación con el FC de la Dorada, con el municipio de Honda (Tolima).
Se divide en varios ramales, los más conocidos son el Ferrocarril de occidente que va desde la ciudad de Bogotá, hasta el municipio de Facatativa, el ferrocarril del sur que parte desde la ciudad de Bogotá hasta el municipio de Sibaté, el ferrocarril del norte que parte de la ciudad de Bogotá hasta el municipio de Barbosa (Santander) y el ferrocarril de Girardot que inicia en el municipio de Girardot y termina en el municipio de Facatativa.
Actualmente los tramos de los ferrocarriles de la sabana están en rehabilitación para el tren de cercanías o Regiotram, el cual se espera que se inaugure en el año 2022, especialmente los tramos Bogotá-Facatativá y Bogotá-Soacha.

## Ferrocarril de Cundinamarca

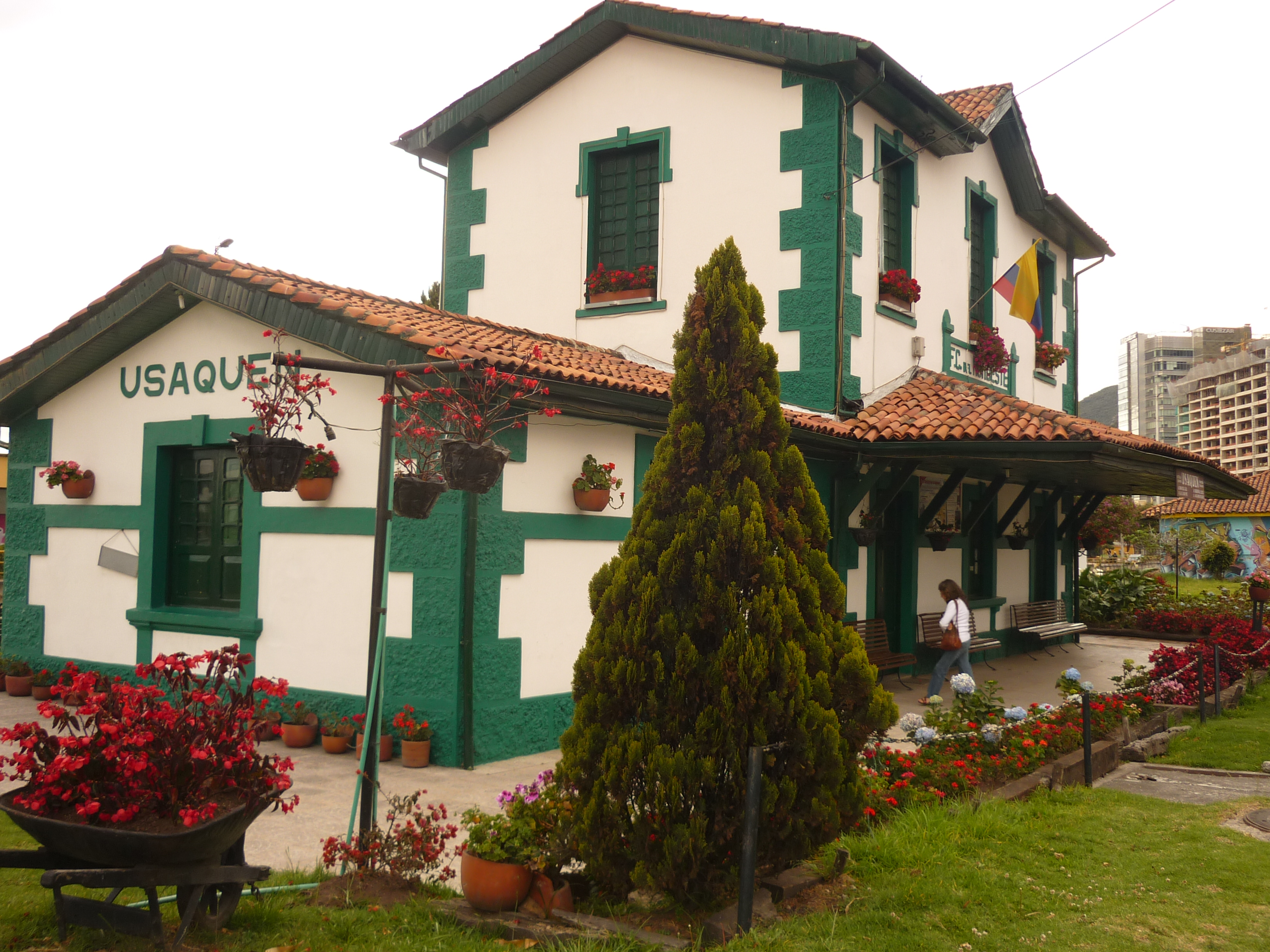
Estación en el entonces municipio de Usaquén, hoy localidad de Bogotá: actualmente es la dirección Avenida carrera 9 # 110- 08.

El ferrocarril de Cundinamarca fue un sistema de transporte de pasajeros y de carga que se localiza en la sabana de Bogotá, su estación central era la Estación de la Sabana de Bogotá el cual tiene las siguientes divisiones por el occidente iba hasta el municipio de Facatativá, pasando por las estaciones de Fontibón, Funza, Mosquera, Madrid y finalmente Facatativá, el segundo tramo es el ferrocarril de Girardot y cubre los municipios de Facatativá, Zipacón, Anolaima, Cachipay, La Mesa, Anapoima, Apulo, Tocaima y finaliza en el puente férreo sobre el río Magdalena en Girardot y el tercer tramo que comprende el ferrocarril de Cundinamarca era el ferrocarril del sur, que comprende los municipios de Soacha y Sibaté y la estación de Bosa actual localidad de Bogotá, el tramo tiene un ramal en 1912 se inició el tramo que llevaría al Salto de Tequendama y que sólo se concluyó hasta 1927. Allí se erigió un imponente hotel. Sus rieles fueron levantados en 1943.
Este sistema ferroviario transportaba pasajeros y carga de los municipios mencionados, el primer tramo tiene una longitud de 40 kilómetros desde la ciudad de Bogotá, hasta el municipio de Facatativá. Actualmente este tramo se encuentra dentro del proyecto del tren de cercanías de Bogotá la cual es su primera fase y se tiene planeado que el proyecto que empiece a funcionar para el año 2021. El segundo tramo Facatativá, Girardot: Tiene una longitud de 132 kilómetros. El tercer tramo alrededor de unos 35 kilómetros hasta entonces el hotel en el salto del tequendama.

## Construcción del ferrocarril
La construcción del ferrocarril empieza hacia el año de 1873 con el objetivo de comunicar la capital de Colombia con el puerto de Buenaventura (Valle del Cauca) para lo que se empieza la construcción del ferrocarril que empieza para el año de 1880, el gobierno quedó facultado por el Congreso para la construcción de una vía férrea que uniera a Bogotá con el puerto fluvial de Girardot, un eslabón de la vía a Buenaventura. El contrato con Cisneros se formalizó al año siguiente, pero al poco tiempo, concluidos los primeros 27 kilómetros, se rescindió el contrato a pedido del contratista por dificultad financiera. En ese año 1885 también Cisneros suspendió la construcción en el Ferrocarril de Antioquia ya concluido el tramo de Puerto Berrío a Pavas. Y en cuanto al Ferrocarril de Girardot, con la disculpa de la guerra civil, ocurrió lo mismo. Cisneros era un empresario, su compañía contrataba ingenieros norteamericanos para el trazado y la construcción.
Un año más tarde desaparecieron los estados soberanos y se constituyó una sociedad entre el Departamento de Cundinamarca y la nación para la unión de Bogotá y Facatativá. Las demás vías continuaron progresando. El Ferrocarril de Santa Marta llegó hasta Ciénaga. Al de Barranquilla se le autorizó llevarlo hasta el lugar que más tarde se denominó Puerto Colombia y construir el muelle, no en madera sino en acero. El 20 de julio de 1889 se inauguró el Ferrocarril de la Sabana entre la capital y Facatativá.

## Construcción del Ferrocarril del Sur
Su construcción se inició en 1895 y buscaba comunicar Bogotá con Soacha. En 1903 llegó a Sibaté y dos años después, bajo la dirección del ingeniero Enrique Morales Ruiz (1851-1920), se empalmó con el Ferrocarril de La Sabana cuya estación se construyó en Bogotá, aledaña a la de este ferrocarril. En 1912 se inició el tramo que llevaría al Salto de Tequendama y que sólo se concluyó hasta 1927. Allí se erigió un imponente hotel. Sus rieles fueron levantados en 1943.
Estaciones del ferrocarril del sur
1. Estación Bosa: Autopista Sur - Calle 65 Sur, inaugurada en 1899
2. Estación Soacha: Carrera 5 - Calle 13, inaugurada en 1899
3. Estación Alicachín (Chusacá): Autopista Sur, Soacha - Sibate K4+600, inaugurada en 1903
4. Estación Santa Isabel (Sibaté): inaugurada en 1903
5. Estación San Miguel: inaugurada en 1930

Ramal Salto de Tequendama
1. Estación El Charquito: inaugurada en 1927
2. Estación Salto de Tequendama: inaugurada en 1927

## Ferrocarril del Occidente
Inauguradas en 1889 y originalmente denominado como Ferrocarril de la Sabana y Cundinamarca, fue construido con el propósito de comunicar a Bogotá con el Magdalena a la altura de Puerto Salgar. Para esto, los ingenieros colombianos Indalecio Liévano (1833-1913) y Juan Nepomuceno González Vásquez (1839-1910) adaptaron en 1865 el camino que había sugerido el francés Antoine Poncet en 1848. Hacia 1882, se inició su construcción, la cual llegó a Facatativá en 1889, en 1921 se creó la Compañía del Ferrocarril de Cundinamarca cuya prolongación hasta el bajo Magdalena se concluyó en 1925, para ese año, se dispuso su empalme con el Ferrocarril de Girardot, por lo que se realizó el angostamiento del Ferrocarril de La Sabana y Cundinamarca para el año de 1936 se prolongó hasta Puerto Salgar y en 1953 se integró a la División Central de los Ferrocarriles Nacionales.
1. Estación de la Sabana- kilómetro 0
2. Estación Paradero kilómetro 2- kilómetro 2
3. Estación Puente Aranda/Terminal de Carga- kilómetro 5
4. Estación Fontibón- kilómetro 10
5. Estación Engativa- kilómetro 13
6. Estación Paradero Cerrito/La Floresta- kilómetro 16
7. Estación Funza (actualmente Demolida)- km 18
8. Estación Mosquera- km 22
9. Estación Madrid- km 26
10. Estación El Corzo- km 33
11. Estación Paradero Los Micos- km 39
12. Estación Facatativá- km 40

### Estaciones a partir de Facatativá
desde el municipio de Facatativá, el final de la sabana de Bogotá de Occidente y de la provincia de la sabana de Occidente, el ferrocarril de Cundinamarca continua hasta el municipio de Puerto Salgar pasando por las siguientes paradas y municipios alto de la tribuna en Facatativá, Estación de los Alpes, Albán, La Frontera, La Tribuna, Sasaima, Namay, San Miguel, Mave, Bagazal, Villeta, Tobia, Útica, Guadero, Dindal, Córdoba, Cambras, Colorados y Puerto Salgar, en donde hace comunicación con el FC de la Dorada, con el municipio de Honda (tolima)

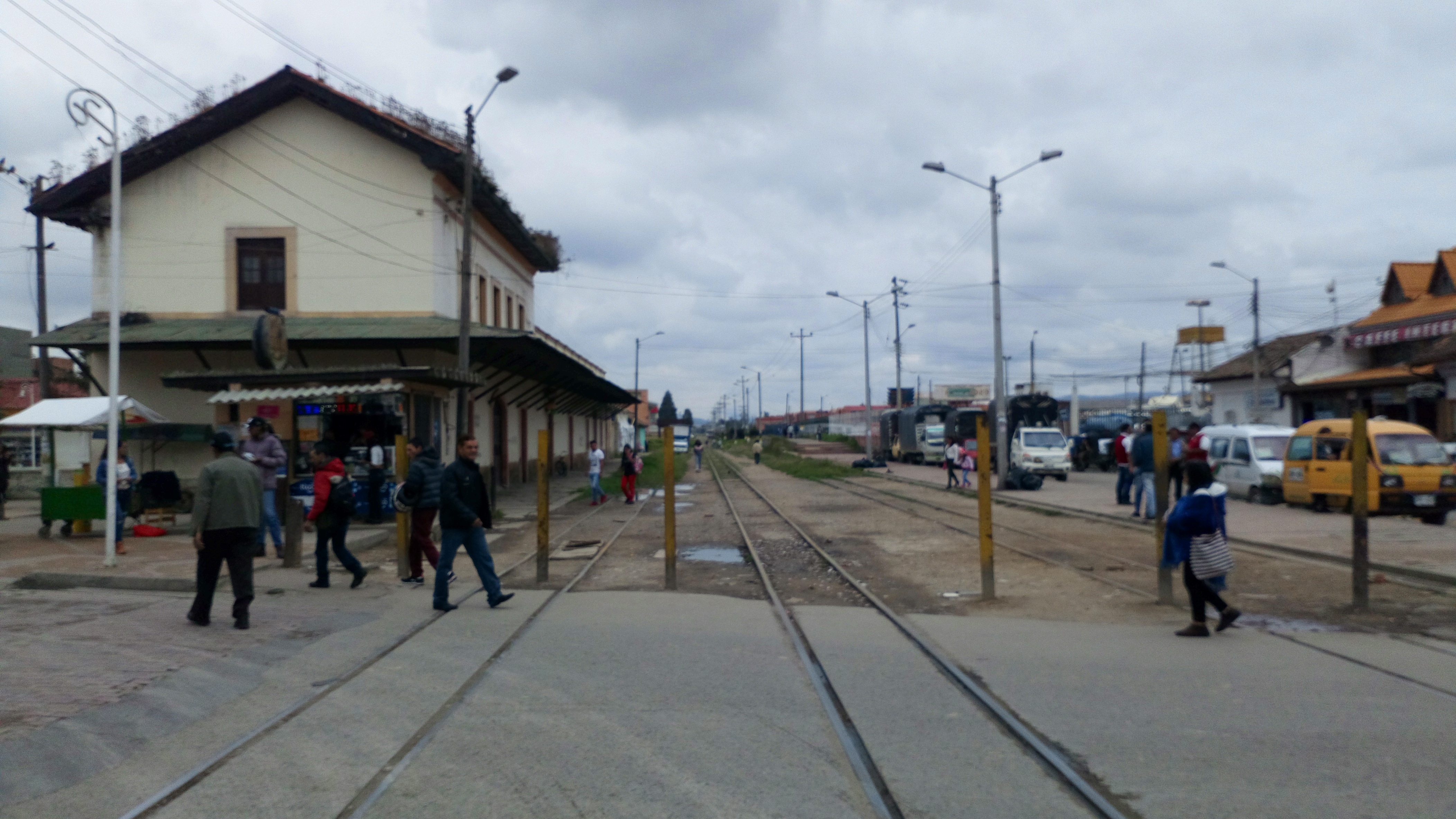
Estación del tren en el municipio de Madrid.
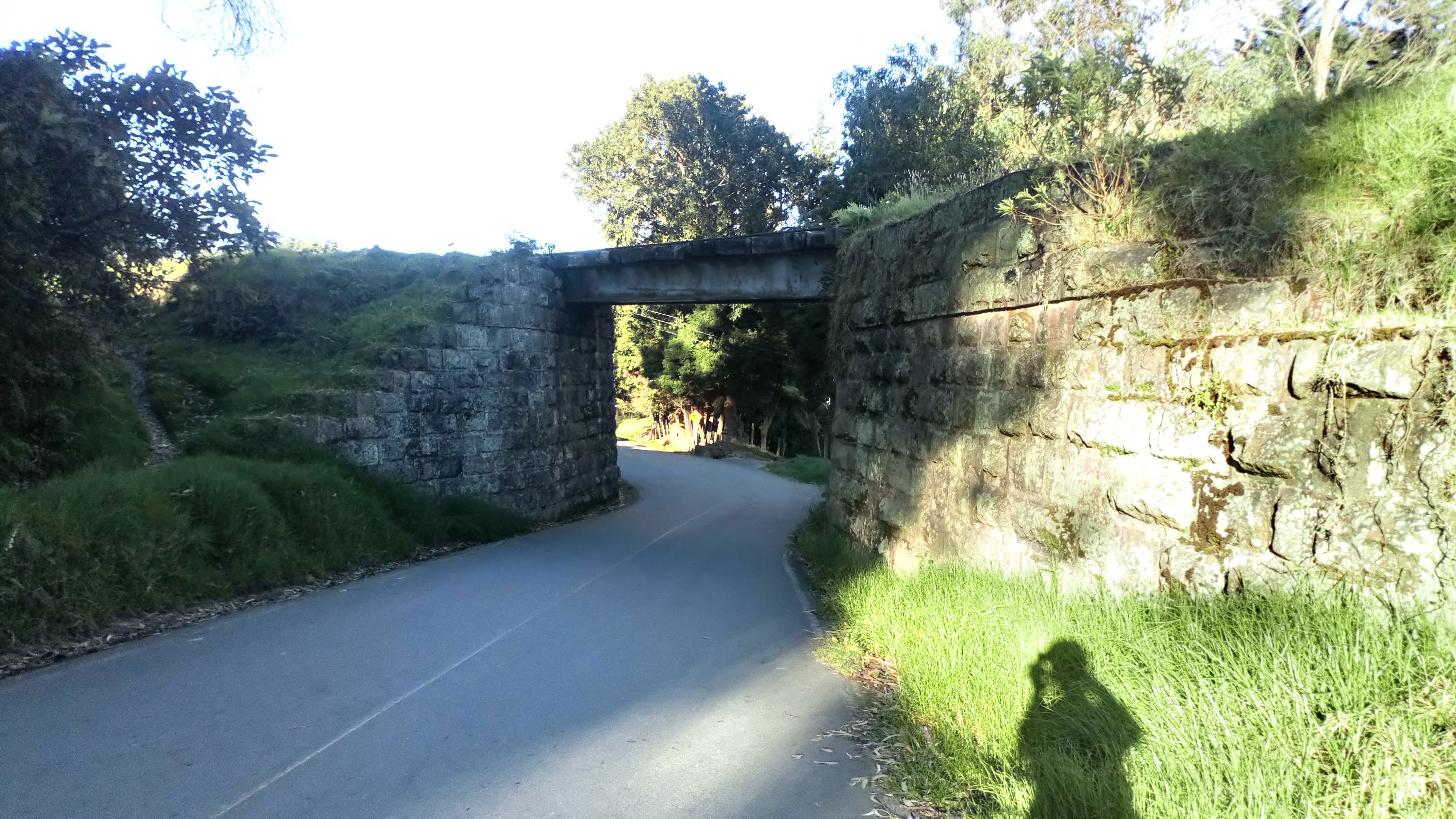
Puente en el sector de los Alpes.
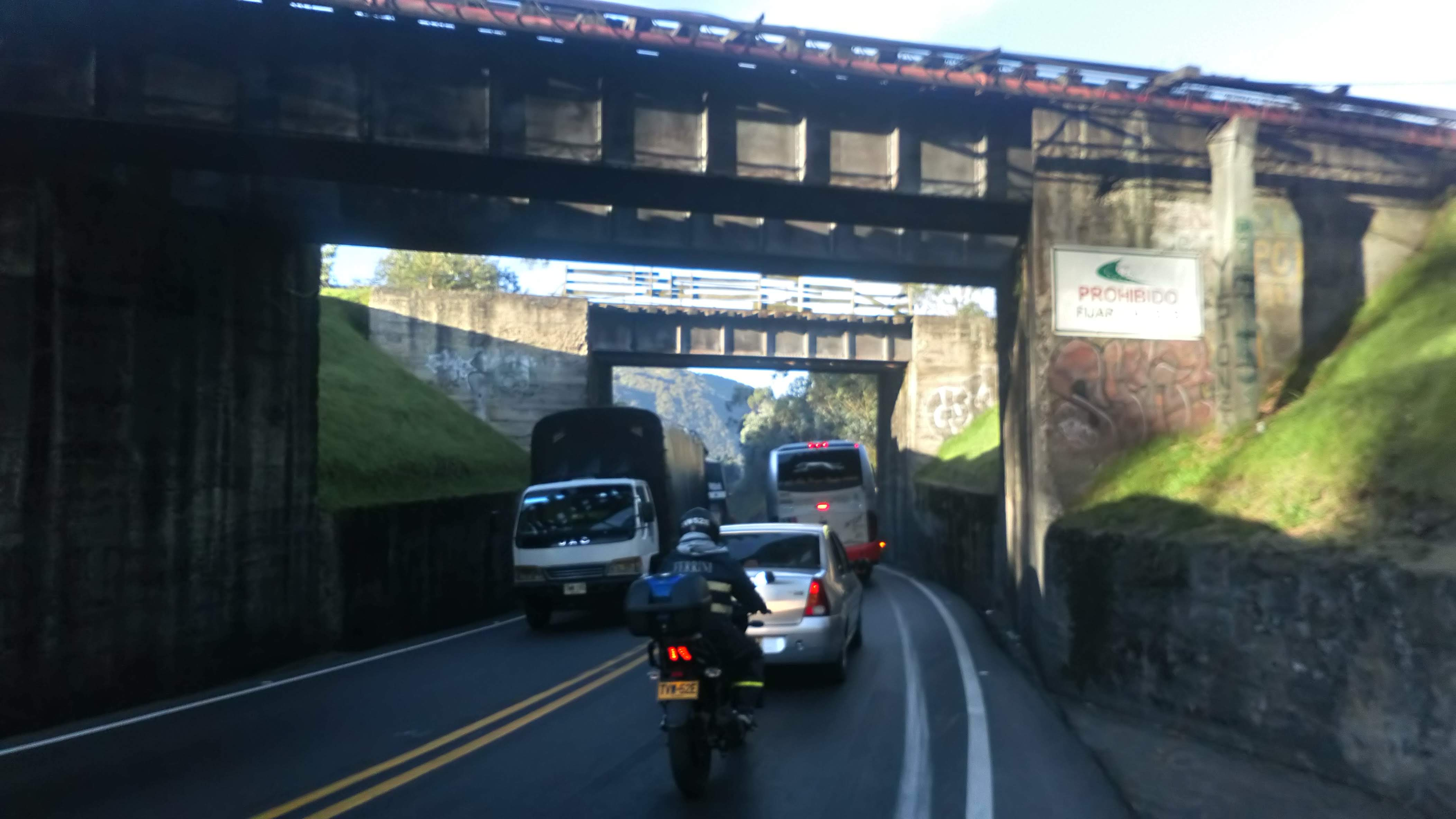
Puente en el alto de la Tribuna en el municipio de Facatativá.
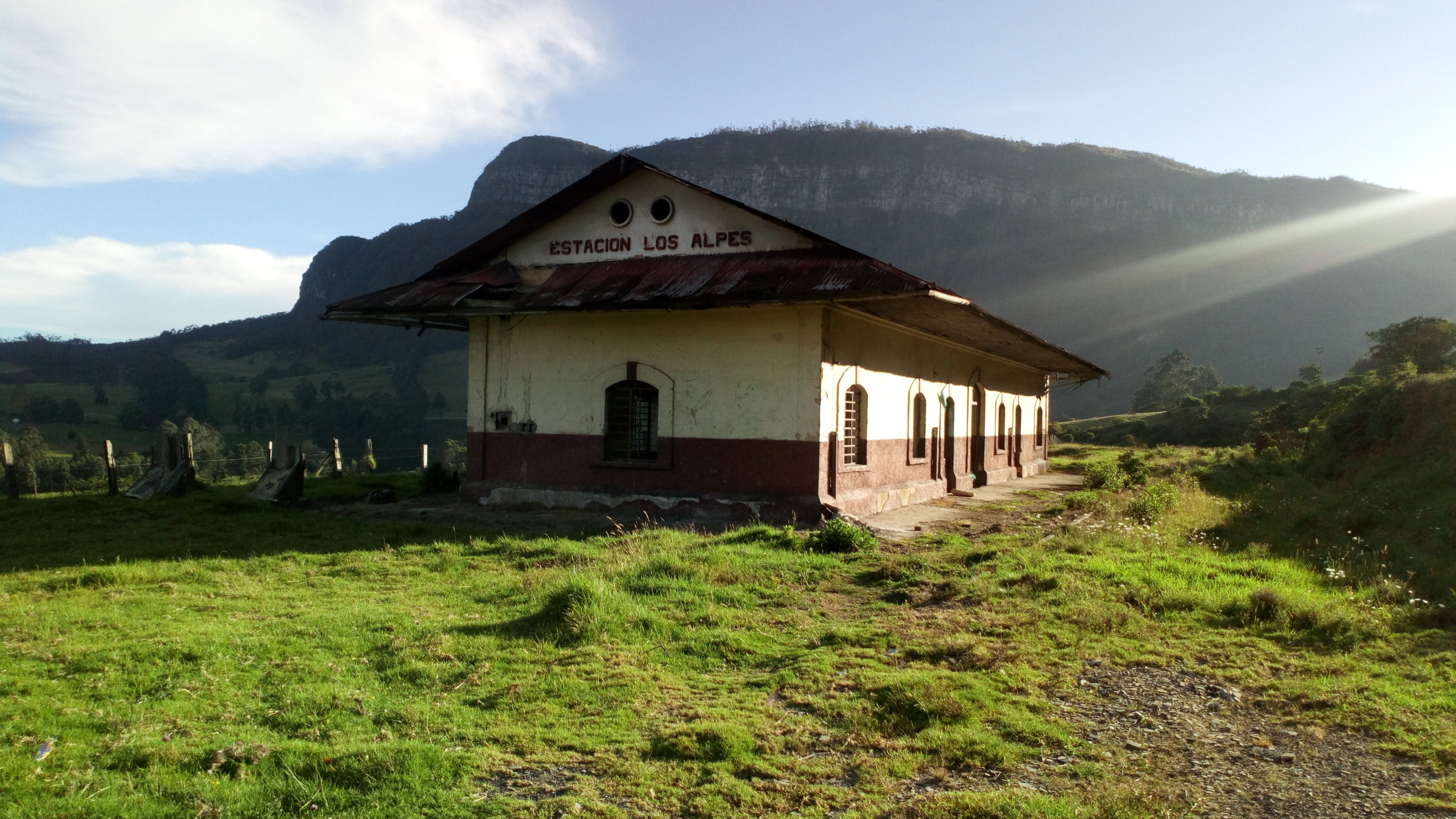
Estación de tren de los Alpes.
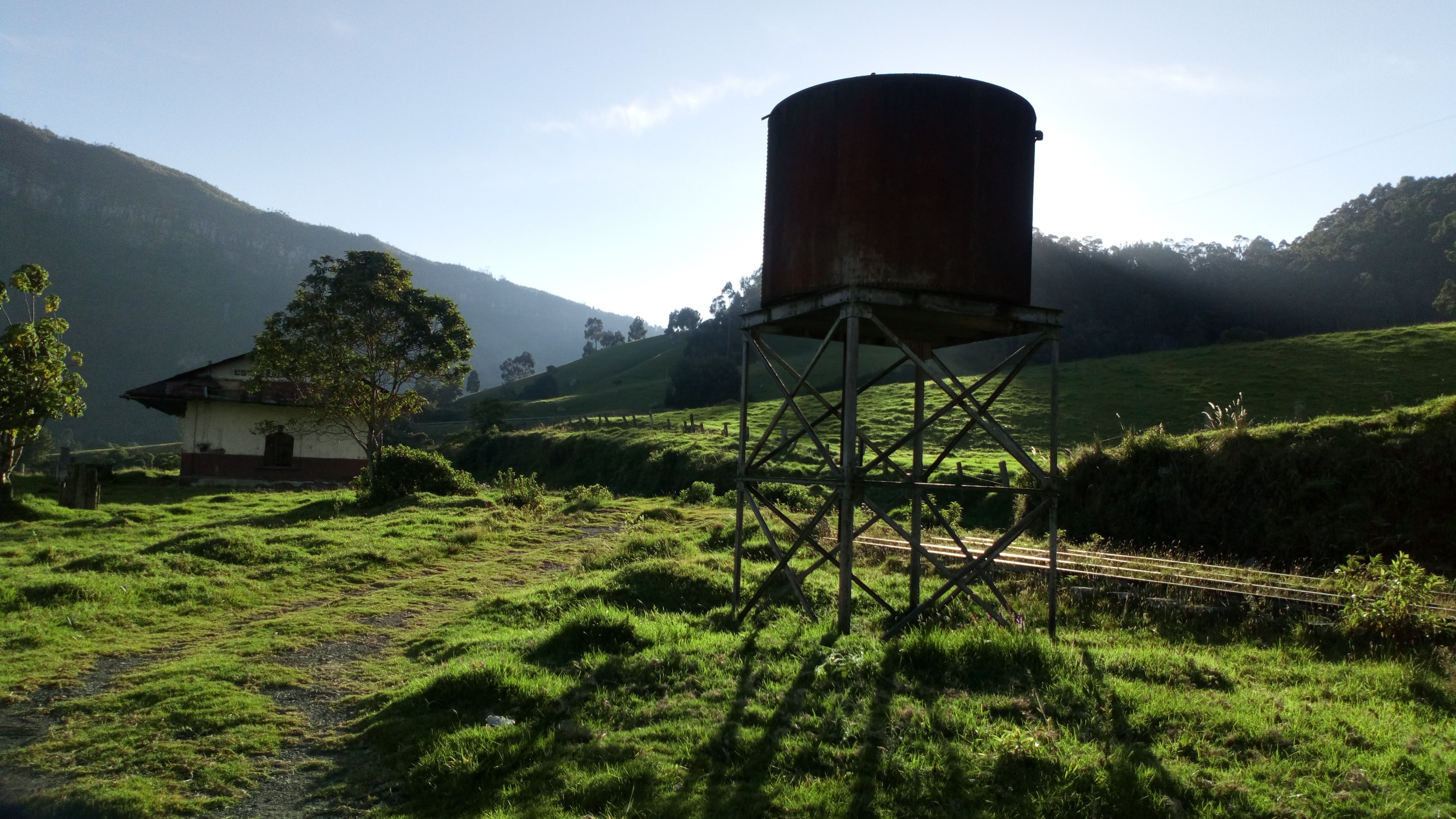
Vista general de la estación de los Alpes.
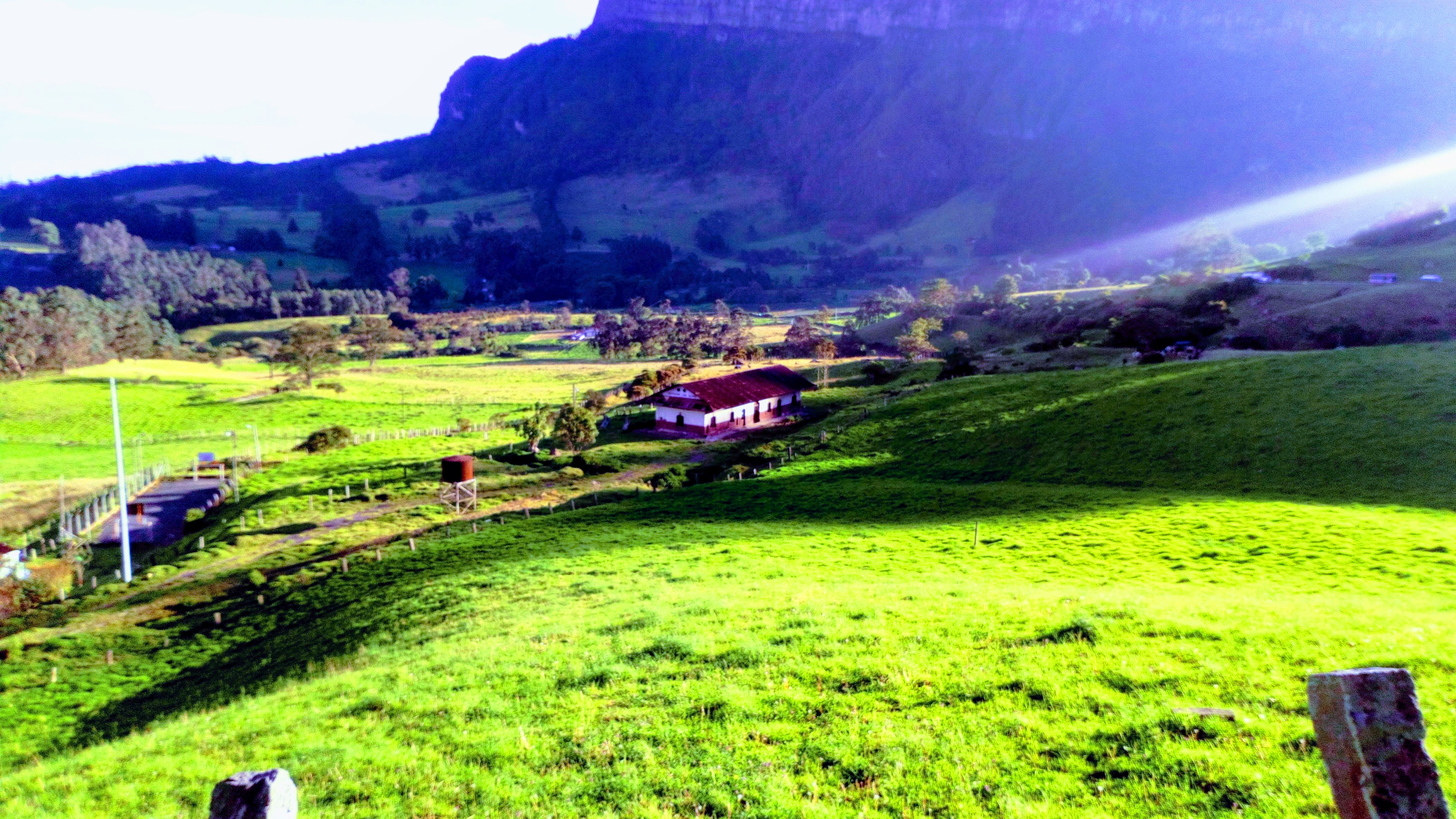
Estación de los Alpes en la distancia de la vía Bogotá Medellín.